# Gonna Fly Now
Singles de Bill Conti
Redemption
(1979)
Gonna Fly Now, aussi connue comme le Thème de Rocky (anglais : Theme from Rocky), est une chanson composée par Bill Conti et écrite par Carol Connors et Ayn Robbins pour le film américain Rocky, sorti en 1976. Les voix ont été enregistrées par les chanteurs DeEtta West et Nelson Pigford.
Dans le film, la chanson se fait entendre pendant que le personnage principal Rocky Balboa, dans le cadre de son régime d'entraînement quotidien, grimpe sur les 72 marches de pierre menant à l'entrée du Philadelphia Museum of Art et, à la fin de la chanson, lève les bras en signe de victoire.
Aux États-Unis, la chanson a atteint le numéro un sur le Billboard Hot 100,.
La chanson a été nommée pour l'Oscar de la meilleure chanson originale, mais a perdu face à Evergreen du film Une étoile est née.
La chanson (dans la version originale du film Rocky) est classée 58e dans la liste des « 100 plus grandes chansons du cinéma américain » selon l'American Film Institute (AFI).
L'indicatif de l'émission Les Grosses Têtes est un arrangement par Gaya Bécaud du morceau Gonna Fly Now.